# Success Is the Best Revenge
Success Is the Best Revenge is een Brits-Franse dramafilm uit 1984, geregisseerd door Jerzy Skolimowski. In Frankrijk werd de film uitgebracht onder de titel: Le succès à tout prix. De film werd geselecteerd voor het filmfestival van Cannes in 1984.

## Verhaal
De film vertelt de confrontatie tussen twee verschillende visies die twee mannen hebben over hoe ze kunnen vechten tegen onderdrukking in hun land.

## Rolverdeling
| Acteur           | Personage               |
| ---------------- | ----------------------- |
| Michael York     | Alex Rodak              |
| Joanna Szczerbic | Alicia Rodak            |
| Michael Lyndon   | Adam Rodak              |
| Jerry Skol       | Tony Rodak              |
| Michel Piccoli   | Franse ambtenaar        |
| Anouk Aimée      | Monique des Fontaines   |
| John Hurt        | Dino Montecurva         |
| Ric Young        | Chinese ober            |
| Claude Le Saché  | Monsieur Conio          |
| Malcolm Sinclair | Assistent stage manager |
| Hilary Drake     | Stage manager           |
| Jane Asher       | Bankmanager             |

## Prijzen en nominaties
| Jaar | Prijs                   | Categorie   | Genomineerde(n)   | Uitslag     |
| ---- | ----------------------- | ----------- | ----------------- | ----------- |
| 1984 | Filmfestival van Cannes | Gouden Palm | Jerzy Skolimowski | Genomineerd |